# Experiment de Hughes-Drever

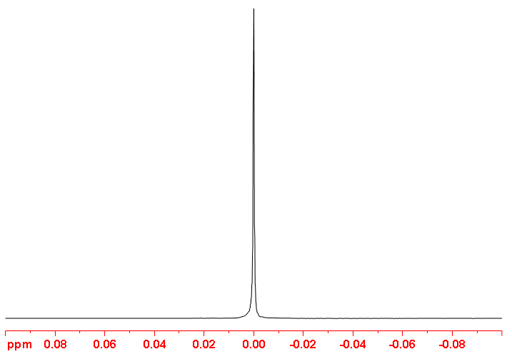
Espectre de RMN de 7 Li de LiCl (1M) en D2O. La línia de RMN nítida i no dividida d'aquest isòtop del liti és una prova de la isotropia de la massa i l'espai.

Els experiments de Hughes-Drever (també coneguts com a experiments de comparació de rellotges, anisotropia de rellotges, isotropia de massa o isotropia d'energia) són proves espectroscòpiques de la isotropia de la massa i l'espai. Tot i que originalment es van concebre com una prova del principi de Mach, ara s'entenen com una prova important de la invariància de Lorentz. Igual que en els experiments de Michelson-Morley, es pot comprovar l'existència d'un marc de referència preferit o altres desviacions de la invariància de Lorentz, cosa que també afecta la validesa del principi d'equivalència. Així doncs, aquests experiments tracten aspectes fonamentals tant de la relativitat especial com de la relativitat general. A diferència dels experiments de tipus Michelson-Morley, els experiments de Hughes-Drever proven la isotropia de les interaccions de la matèria mateixa, és a dir, de protons, neutrons i electrons. La precisió aconseguida fa que aquest tipus d'experiment sigui una de les confirmacions més precises de la relativitat (vegeu també Proves de la relativitat especial).

## Experiments de Hughes i Drever
Giuseppe Cocconi i Edwin Ernest Salpeter (1958) van teoritzar que la inèrcia depèn de les masses circumdants segons el principi de Mach. Una distribució no uniforme de la matèria, doncs, conduiria a una anisotropia d'inèrcia en diferents direccions. Els arguments heurístics els van portar a creure que qualsevol anisotropia inercial, si n'existís una, estaria dominada per contribucions de massa del centre de la nostra galàxia, la Via Làctia. Van argumentar que aquesta anisotropia es podria observar de dues maneres: mesurant la divisió de Zeeman en un àtom o mesurant la divisió de Zeeman en l'estat nuclear excitat de 57 Fe utilitzant l'efecte Mössbauer.
Vernon W. Hughes et al. (1960) i Ronald Drever (1961) van dur a terme independentment experiments espectroscòpics similars per comprovar el principi de Mach. Tanmateix, no van utilitzar l'efecte Mössbauer sinó que van fer mesures de ressonància magnètica del nucli de liti-7, l'estat fonamental del qual posseeix un espín de 3⁄2. L'estat fonamental es divideix en quatre nivells d'energia magnètica equidistants quan es mesura en un camp magnètic d'acord amb el seu nombre quàntic magnètic permès. Les funcions d'ona nuclears per als diferents nivells d'energia tenen diferents distribucions espacials relatives al camp magnètic i, per tant, tenen diferents propietats direccionals. Si es compleix la isotropia de massa, cada transició entre un parell de nivells adjacents hauria d'emetre un fotó de freqüència igual, donant lloc a una única línia espectral nítida. D'altra banda, si la inèrcia té una dependència direccional, s'hauria d'observar un triplet o una línia de ressonància eixamplata. Durant les 24 hores que va durar la versió de l'experiment de Drever, la Terra va girar i l'eix del camp magnètic va escombrar diferents seccions del cel. Drever va prestar especial atenció al comportament de la línia espectral a mesura que el camp magnètic creuava el centre de la galàxia. Ni Hughes ni Drever van observar cap canvi de freqüència dels nivells d'energia, i a causa de l'alta precisió dels seus experiments, l'anisotropia màxima es va poder limitar a 0,04 Hz = 10 −25 GeV.
Pel que fa a les conseqüències del resultat nul per al principi de Mach, Robert H. Dicke (1961) va demostrar que està d'acord amb aquest principi, sempre que l'anisotropia espacial sigui la mateixa per a totes les partícules. Així doncs, el resultat nul demostra més aviat que els efectes d'anisotropia inercial són, si existeixen, universals per a totes les partícules i localment inobservables.

## Interpretació moderna
Tot i que la motivació d'aquest experiment era provar el principi de Mach, des de llavors s'ha reconegut com una prova important de la invariància de Lorentz i, per tant, de la relativitat especial. Això és degut al fet que els efectes d'anisotropia també es produeixen en presència d'un marc de referència preferit que viola Lorentz, generalment identificat amb el marc de repòs CMBR com una mena d'èter luminífer (velocitat relativa al voltant de 368 km/s). Per tant, els resultats negatius dels experiments de Hughes-Drever (així com els experiments de Michelson-Morley) descarten l'existència d'aquest marc de referència. En particular, les proves de Hughes-Drever de violacions de Lorentz sovint es descriuen mitjançant una teoria de proves de la relativitat especial proposada per Clifford Will. Segons aquest model, les violacions de Lorentz en presència de marcs preferits poden conduir a diferències entre la velocitat màxima assolible de partícules massives i la velocitat de la llum. Si fossin diferents, les propietats i les freqüències de les interaccions de la matèria també canviarien. A més, és una conseqüència fonamental del principi d'equivalència de la relativitat general que la invariància de Lorentz es compleix localment en sistemes de referència en moviment lliure = invariància local de Lorentz (LLI). Això significa que els resultats d'aquest experiment fan referència tant a la relativitat especial com a la general.
A causa del fet que es comparen diferents freqüències ("rellotges"), aquests experiments també es denoten com a experiments de comparació de rellotges.

## Experiments recents
A més de les violacions de Lorentz degudes a un marc de referència preferit o a influències basades en el principi de Mach, també es busquen violacions espontànies de la invariància de Lorentz i la simetria CPT, motivades per les prediccions de diversos models de gravetat quàntica que suggereixen la seva existència. S'han dut a terme actualitzacions modernes dels experiments de Hughes-Drever estudiant possibles violacions de Lorentz i CPT en neutrons i protons. Utilitzant sistemes polaritzats per espín i co-magnetòmetres (per suprimir les influències magnètiques), la precisió i la sensibilitat d'aquests experiments s'han incrementat considerablement. A més, mitjançant balanços de torsió polaritzats per spin, també s'ha provat el sector d'electrons.
Tots aquests experiments han donat fins ara resultats negatius, per la qual cosa encara no hi ha cap signe de l'existència d'un marc de referència preferit o de cap altra forma de violació de Lorentz. Els valors de la taula següent estan relacionats amb els coeficients donats per l'Extensió del Model Estàndard (SME), una teoria de camps efectius que s'utilitza sovint per avaluar possibles violacions de Lorentz (vegeu també altres Teories de prova de la relativitat especial). A partir d'això, qualsevol desviació de la invariància de Lorentz es pot connectar amb coeficients específics. Com que en aquests experiments es proven una sèrie de coeficients, només es dóna el valor de la sensibilitat màxima (per a dades precises, vegeu els articles individuals):